# Rematch
Ne pas confondre avec Rematch un jeu video de football
Production
Diffusion
Rematch est une mini-série télévisée franco-hongroise réalisée par Yan England d'après un scénario de Yan England et André Gulluni, et diffusée pour la première fois en Suisse le 9 septembre 2024 sur RTS Un et en France et en Belgique le 17 octobre 2024 sur Arte.
Ce thriller psychologique est une coproduction des sociétés Unité, Proton, Federation Studios et d'Arte France,,,,.
Le 22 mars 2024, la série remporte le Grand Prix de la compétition internationale du festival Séries Mania à Lille,,,,,,,,,,.

## Synopsis
Cette série psychologique à suspense illustre les deux matchs historiques qui opposèrent en 1996 et 1997 le champion du monde d'échecs Garry Kasparov à Deep Blue, le supercalculateur mis au point par IBM.

### Match aller à Philadelphie en février 1996
Le 10 février 1996 commence à Philadelphie le match qui oppose Garry Kasparov au supercalculateur Deep Blue d'IBM.
L'ordinateur a été conçu par Ren Guan-Lin, un ingénieur d'IBM surnommé P.C., un surnom qu'il traîne depuis le collège et qui signifie « Particulièrement Cinglé ».
Durant le match, P.C. est assis face à l'échiquier, introduit les coups joués par Kasparov sur un écran d'ordinateur et reporte ensuite sur l'échiquier les coups décidés par la machine. Deep Blue gagne la première partie mais abandonne la deuxième partie jouée le lendemain.
Les troisième et quatrième parties sont chacune nulle, Kasparov emporte la cinquième et Deep Blue abandonne la dernière, laissant donc la victoire finale à Kasparov.
Helen Brock, la directrice du département Recherche et développement d'IBM, propose immédiatement à Kasparov de tenir une revanche à New York un an plus tard avec, à la clé, une prime d'un million de dollars. Kasparov commence par refuser mais accepte finalement le défi.

### Revanche à New York en mai 1997
Helen Brock donne un nouveau labo à P.C. qui travaillait jusqu'alors dans les sous-sols. Elle lui promet également un accès à toutes les ressources d'IBM, en termes de machines, de techniciens et d'ingénieurs.
P.C. recrute alors Paul Nelson, un des rares joueurs d'échecs à avoir fait match nul contre Kasparov, douze ans auparavant il est vrai. Pendant un an, Nelson entraîne Deep Blue, lui enseignant toutes les parties jouées par Kasparov depuis le début de sa carrière. IBM ajoute de nombreux ingénieurs au projet et Deep Blue est fortement améliorée, atteignant une capacité de calcul de deux cents millions de positions par seconde.
IBM diffuse de nombreuses publicités à la télévision, sur le web et dans la presse écrite, et Newsweek titre au sujet de Kasparov : « The Brain's Last Stand » (le dernier bastion du cerveau humain).
Le match revanche commence le 3 mai 1997 à l'hôtel Imperial à New York. Quand on l'interroge sur sa stratégie, Kasparov répond : « La défaite n'est pas une option. »
Au 44e coup de la première partie, Deep Blue joue un coup totalement inattendu qui déstabilise Kasparov, qui hésite, ne comprend pas et suppose une erreur de la machine. Deep Blue abandonne la première partie, à l'issue de laquelle Kasparov déclare : « L'espace d'un instant, Deep Blue n'a pas joué comme une machine mais comme un humain : je ne m'attendais pas à çà ! »
Cette remarque donne à Paul Nelson l'idée de reprogrammer Deep Blue pour faire une pause à certains moments, afin de lui donner un comportement plus humain et plus imprévisible. De son côté, en vingt-quatre heures, Helen Brock recrute quatre grands maîtres pour renforcer l'équipe d'IBM.
Durant la deuxième partie, Deep Blue, reprogrammée par Nelson, joue un coup extrêmement lent qui prend vingt minutes, ce qui agace Kasparov, et qui déplace un fou alors qu'il aurait été mieux, selon les grands maîtres et selon Kasparov, de jouer la reine. Kasparov se demande ce que la machine a vu et qu'il ne voit pas, il redoute un piège et passe le reste de la partie à se demander ce qui se cachait derrière ce coup. Au final, Kasparov abandonne la partie après le 45e coup.
P.C. décide de supprimer la fonction de pause car cette stratégie, qu'il assimile à de la tricherie, n'a pas prouvé que Deep Blue est plus intelligente. Nelson objecte que personne n'a dit à Deep Blue quand faire une pause et qu'elle a choisi elle même le moment le plus opportun. Il conclut : « Si ce n'est pas de l'intelligence artificielle, je ne sais pas ce que c'est ! »
Sur le web, les internautes analysent toutes les variations et concluent que le nul était possible. C'est la première fois qu'un champion du monde abandonne alors que le nul était possible : il n'y a pas de précédent !
Pour la troisième partie, Kasparov joue d3 en ouverture, ce qu'il n'avait jamais fait auparavant, et pourtant la partie se termine par un nul. Kasparov tempête : « J'avais piégé Deep Blue mais il a trouvé un moyen de s'en sortir ! » et il déclare à la presse que Deep Blue ne ressemble plus à une machine. Il évoque la « main de Dieu » de Diego Maradona en 1986, insinuant ainsi qu'il y a une tricherie, sous la forme d'une intervention humaine dans le jeu de la machine.
Dégoûté, Kasparov disparaît dans les rues de New York, repense longuement aux matchs qui l'ont opposé à Anatoli Karpov durant les années 1980 et revient juste à temps pour le début de la quatrième partie.
Dans cette quatrième partie, Kasparov sacrifie un pion et fait surchauffer Deep Blue parce que sa puissance de calcul ne sert à rien dans cette position. Deep Blue surchauffe et plante en affichant un écran bleu « Fatal Error ». L'action d'IBM perd instantanément 8 dollars. La partie reprend et Kasparov est convaincu que Deep Blue va jouer le cavalier mais ce n'est pas ce que fait l'ordinateur et la partie se termine par un nul. Kasparov est furieux et accuse IBM : Deep Blue allait jouer le cavalier quand elle a planté mais les ingénieurs d'IBM ont, selon lui, modifié le coup quand ils ont relancé la machine.
Kasparov fouille sa chambre, persuadé qu'IBM l'espionne au moyen d'un micro caché, comme l'ont fait les Soviétiques dans le passé, amenant sa mère à conclure qu'IBM a réussi à s'insinuer dans sa tête.
Après une cinquième partie nulle, Deep Blue, durant la sixième et dernière partie, surprend Kasparov en sacrifiant très tôt un cavalier : Kasparov secoue la tête et abandonne quelques coups plus tard. L'Humanité a perdu le combat !

## Distribution

### Garry Kasparov et son entourage
- Christian Cooke (VF : Marc Arnaud) : Garry Kasparov
  - Anders Olof Grundberg : Garry à 6-7 ans
- Trine Dyrholm (VF : Micky Sébastian) : Klara Kasparova, la mère de Garry
  - Dominika Bíró : Klara à 26 ans
- Aidan Quinn (VF : Gabriel Le Doze) : Roger Laver, l'agent de Garry
- Liza Maiska : Alisa Vasiliev, la femme de Garry
- Evelin Crow : Sofia, la fille de Garry

### IBM
- Donald Sage Mackay : Georges Silverman, le PDG d'IBM
- Sarah Bolger (VF : Isabelle Turschwell) : Helen Brock, la directrice du département de recherche et développement d'IBM[16]
- Orion Lee (VF : Laurent Lederer) : Ren "P.C." Guan-Lin, le concepteur de Deep Blue
- Tom Austen (VF : Stéphane Pouplard) : Paul Nelson, l'entraîneur de Deep Blue
- Molly Harris : Debbie, l'assistante de Helen Brock

### Grands maîtres recrutés par IBM
- Luke Pasqualino (VF : Xavier Couleau) : Xavier Valens, grand maître britannique
- Philipp Droste : Viktor Bogdanov
- Rod Hill : Patrick Williams
- Harry Szovik : Liam Vos

### Autres personnages
- Szabolcs Ruszina : Anatoly Karpov, champion du monde d'échecs
- Dulcie Smart : Vivian Laver, la femme de Roger Laver
- Trieve Blackwood-Cambridge : Michael, le mari de Helen Brock

 Source et légende : version française (VF) sur RS Doublage

## Production

### Genèse et développement
La série est créée par Yan England, André Gulluni et Bruno Nahon, écrite par Yan England et André Gulluni, et réalisée par Yan England,,,.
La production est assurée par Bruno Nahon, qui se souvient : « J'avais 23 ans et j'étais à l'université quand le match revanche entre Kasparov et Deep Blue a eu lieu. C'était le début d'Internet et je me rappelle que l'événement m'avait marqué comme un moment important pour la civilisation. ».
Le cocréateur et scénariste, André Gulluni, québécois d'origine comme le réalisateur Yan England, explique au quotidien Les Échos que le projet a mis sept ans à se réaliser : « Cela a mis beaucoup de temps et j'ai cru plusieurs fois que le projet n'allait pas aboutir. Ce qui a été un vrai luxe aussi car on a eu le temps d'écrire, de mettre le projet de côté parfois puis d'y revenir. J'avais l'impression qu'Arte allait appeler pour nous dire qu'on allait tout arrêter, mais non ils nous ont laissé le temps de le développer. Ce qui est très différent de ce qui se passe en Amérique où tout doit se faire très vite […] Par ailleurs, c'était une histoire particulièrement compliquée qui a nécessité beaucoup de recherches […] J'ai eu ce luxe de pouvoir fignoler et d'avoir une script doctor fantastique qui voyait tous les erreurs et les défauts susceptibles de nous emmener ailleurs. C'est sûr qu'il a fallu maîtriser beaucoup de points techniques, que ce soit coté échecs ou côté ordinateur. Mais j'aime beaucoup la technologie de façon générale, ce qui m'a un peu facilité le travail. Et puis j'ai fait appel à des experts pour m'assurer que ce que je racontais avait du sens, que ce n'était pas forcément vrai mais au moins plausible. ».
Quand le quotidien Les Échos lui demande s'ils ont essayé de contacter Garry Kasparov, André Gulluni répond : « Ce n'est pas toujours pratique en termes de scénario de faire appel au héros de l'histoire. En plus, c'est quelqu'un de très fier, il aurait sans doute cherché à ne montrer que ses bons côtés et pas ses faiblesses comme par exemple sa relation difficile avec son ex-femme et ses enfants. Cela aurait pu nous limiter. Mais nous avons parlé à plusieurs personnes de son entourage comme son ex-agent, un de ses bons amis qui vit d'ailleurs en France. On a d'ailleurs aussi essayé de joindre le vrai « PC », le créateur de Deep Blue, surnommé en réalité « CB » mais il ne nous a jamais répondu. De même j'ai tenté en vain de contacter Joel Benjamin, qu'on a rebaptisé Paul Nelson dans la série, le grand maître qui a entraîné Deep Blue à l'époque. J'ai même poussé l'audace jusqu'à tenter de communiquer avec sa conjointe, elle n'a jamais répondu non plus. J'ai communiqué avec la Fédération d'échecs qu'il préside et à laquelle il est membre, également sans succès. Il y a visiblement un secret autour de ce rematch. ».
Et Gulluni de conclure : « Il s'est passé quelque chose pendant ce match retour en raison d'un codage ajouté par l'un des programmeurs d'IBM pour faire croire à son adversaire que l'ordinateur hésite, ce qui a grandement contribué à déstabiliser Kasparov. La série injecte donc sciemment un doute dans l'esprit de « PC » et des spectateurs sur une éventuelle tricherie. On ne sait pas fondamentalement ce qui s'est passé, mais cela symbolise en tout cas que l'ordinateur n'est plus une simple machine de calcul puisque comme le dit Paul à « PC » le code ne lui a pas dit quand faire semblant d'hésiter. C'est le tournant de l'IA, cette technologie qui va marquer le XXIe siècle. ».

### Tournage
Le tournage de la série a lieu jusqu'au 15 décembre 2022 à Montréal au Canada et à Budapest en Hongrie,,,.

### Fiche technique
Sauf indication contraire, les informations mentionnées dans cette section peuvent être confirmées par la base de données cinématographiques Allociné,  présente dans la section « Liens externes ».
- Titre français : Rematch
- Genre : Thriller psychologique[6],[7],[24],[25],[26]
- Production : Bruno Nahon[18],[25]
- Sociétés de production : Unité, Proton, Federation Studios et Arte France[2],[5],[6]
- Réalisation : Yan England[1],[2],[18],[25]
- Scénario : Yan England et André Gulluni[2],[25]
- Musique : Grégoire Auger[2],[18],[25]
- Décors : Zoltán Gelsi, Anna Nyitrai[18],[25]
- Costumes : Mária Fatér,[25]
- Photographie : Jérôme Sabourin[18],[25]
- Son :
- Montage : Jean-Baptiste Beaudoin et Xavier Sirven[18],[25]
- Pays de production :  France /  Hongrie
- Langue originale : anglais
- Format : couleur
- Nombre de saisons : 1
- Nombre d'épisodes : 6
- Durée : 52 minutes
- Dates de première diffusion :
  - Suisse : 9 septembre 2024 sur RTS Un
  - France et Belgique : 17 octobre 2024 sur Arte[26]

## Accueil

### Distinction
- Festival Séries Mania 2024 : Grand Prix de la compétition internationale[6],[7],[5],[8],[9],[10],[11],[12],[13],[14],[15]

### Audiences et diffusion
En France et en Belgique, la série est diffusée sur Arte par salves de trois épisodes les 17 et 24 octobre 2024.
| Épisode              | Diffusion             | Diffusion         | Audience moyenne          | Audience moyenne | Réf.   |
| Épisode              | Jour                  | Horaire           | Nombre de téléspectateurs | Classement       | Réf.   |
| -------------------- | --------------------- | ----------------- | ------------------------- | ---------------- | ------ |
| 1                    | Jeudi 17 octobre 2024 | 20 h 55 - 21 h 50 | 462 000                   | 5e               | [ 27 ] |
| 2                    | Jeudi 17 octobre 2024 | 21 h 50 - 22 h 40 | 440 000                   | 5e               | [ 27 ] |
| 3                    | Jeudi 17 octobre 2024 | 22 h 40 - 23 h 30 | 312 000                   | 5e               | [ 27 ] |
| 4                    | Jeudi 24 octobre 2024 | 20 h 55 - 21 h 45 | 327 000                   | 6e               | [ 28 ] |
| 5                    | Jeudi 24 octobre 2024 | 21 h 45 - 22 h 30 | 327 000                   | 6e               | [ 28 ] |
| 6                    | Jeudi 24 octobre 2024 | 22 h 30 - 23 h 20 | 327 000                   | 6e               | [ 28 ] |
|                      |                       |                   |                           |                  |        |
| Moyenne de la saison |                       |                   |                           |                  |        |

- Les plus hauts chiffres d'audience
- Les plus bas chiffres d'audience

### Accueil critique
Alexandre Letren, du site VL-Media, est enthousiaste : « Stimulante et tout simplement brillante, Rematch nous met échec et mat. »
Télé-Loisirs souligne la performance d'acteur de Christian Cooke  : « La ressemblance entre Christian Cooke et son modèle soviétique d'origine arménienne n'est pas frappante. Mais l'acteur britannique est si habité que la magie opère. Et c'est parce qu'il évite l'écueil du mimétisme que sa composition est magnétique. » Le magazine souligne également le fait que ce duel a une résonance particulière à notre époque, au vu de l'essor de l'intelligence artificielle.
De même, Allociné « salue la performance de l'acteur britannique Christian Cooke en génie torturé dans la peau de Garry Kasparov, que l'on a envie de suivre et soutenir jusqu'au bout. »
Télérama estime lui-aussi que « Christian Cooke est impressionnant dans le rôle intense de Kasparov. »
Malgré quelques critiques concernant la mise en scène, Première met lui aussi en exergue le fait que « le Kasparov de Rematch – remarquablement incarné par un Christian Cooke à l'accent soviétique épatant – déborde de charisme dans cette chronique historique. »
Le journal Ouest-France considère pour sa part que « Rematch s'impose surtout comme la meilleure série sur les échecs jamais produite. »